# Enfrentamientos en la embajada de Turquía en Washington, D. C. de 2017
Enfrentamientos en la embajada de Turquía en Washington, D. C. estallaron el 16 de mayo de 2017, cuando el equipo de contraataque de la policía de Turquía atacó a una multitud de manifestantes, algunos de los cuales gritaban insultos al presidente de Turquía Recep Tayyip Erdoğan y portaban banderas de las Unidades de Protección Popular, un grupo visto como una organización terrorista por Turquía.  Erdoğan estuvo en Washington ese día para reunirse con el presidente de los Estados Unidos, Donald Trump, y observó los enfrentamientos desde la distancia.

## Enfrentamientos
El 16 de mayo de 2017, los manifestantes se reunieron frente a la Embajada de Turquía en Washington horas después de que Trump celebró una reunión con Erdoğan. Algunos de los manifestantes sostuvieron la bandera de las Unidades de Protección Popular, una milicia kurda que lucha directamente con el apoyo de los Estados Unidos en la Guerra Civil Siria y considerada una organización terrorista por Turquía.
Un altercado estalló entre los guardias de seguridad turcos y los manifestantes poco después de que Erdoğan llegara a la residencia del embajador. El Departamento de Policía instó a la parte pro-Erdoğan a retirarse. Sin embargo, un video ampliamente difundido en las redes sociales mostró que los partidarios de Erdoğan y el guardia de seguridad turco esquivaron a los agentes de policía para atacar a los manifestantes pacíficos. Los atacantes patearon a la gente que yacía en el suelo en posición fetal repetidamente, causando que varios sangraran. Varios personales turcos se ven de pie pateando en la cara de un hombre en el suelo, así como en la parte posterior de una mujer. Otro video mostraba a Erdoğan viendo los enfrentamientos desde la distancia.
La agencia de noticias Anadolu de Turquía afirmó que la pelea estalló cuando los manifestantes arrojaron botellas de agua a los partidarios de Erdoğan. Anadolu informó que cuando Erdoğan llegó a la embajada, «los manifestantes continuaron sus graves insultos, por lo que algunos ciudadanos turcos y el jefe del departamento de seguridad del presidente entraron en acción».

## Reacciones

### Estados Unidos
Inmediatamente después de los acontecimientos, legisladores estadounidenses condenaron las acciones de Turquía durante los enfrentamientos. El senador republicano John McCain pidió la expulsión del embajador turco. El senador demócrata Clair McCaskill estuvo de acuerdo, diciendo que «estaban agrediendo a estas personas en suelo estadounidense. El embajador de Turquía debe ser expulsado del país». Un grupo de casi 30 legisladores demócratas, dirigido por la representante Carolyn Maloney, escribió una carta al Secretario de Estado Rex Tillerson exigiendo que los guardias turcos sean «arrestados, procesados y encarcelados».
El 18 de mayo, el subsecretario de Estado Thomas Shannon convocó al Embajador de Turquía, Serdar Kılıç, después de los acontecimientos.

#### Washington, D. C.
La alcaldesa Muriel Bowser llamó a los enfrentamientos un «ataque violento a una manifestación pacífica», y dijo que «es una afrenta a los valores de D. C. y a nuestros derechos como estadounidenses».
El 17 de mayo, el Departamento de Policía de D. C. anunció que dos personas habían sido arrestadas en relación con los enfrentamientos y declaró: «Las acciones que se han visto fuera de la Embajada turca ayer en Washington, D. C. están en contraste con los derechos y principios de la Primera Enmienda que nosotros trabajamos en proteger todos los días». El departamento anunció una mayor cooperación con el Departamento de Estado de los Estados Unidos y el Servicio Secreto de los Estados Unidos «para identificar y responsabilizar a todos los sujetos por su participación en el altercado».

### Turquía
El 18 de mayo, el ministro de Relaciones Exteriores turco Mevlüt Çavuşoğlu acusó al diplomático estadounidense Brett H. McGurk de apoyar al Partido de los Trabajadores del Kurdistán (PTK), un grupo considerado por los Estados Unidos y Turquía como una organización terrorista.
El 22 de mayo, Turquía convocó al embajador de los Estados Unidos en Turquía, John R. Bass, y publicó un comunicado de prensa en el que protestaba contra las «acciones agresivas y poco profesionales ... por parte del personal de seguridad estadounidense ante el equipo de protección estrecha de S. E. Mevlüt Çavuşoğlu, ministro de Relaciones Exteriores de la República de Turquía, frente a la Embajada de Turquía». El Ministerio de Relaciones Exteriores turco exigió una «investigación completa de este incidente diplomático y proporcionar la explicación necesaria».